# Barajally Tenda
Barajally Tenda (Schreibvariante: Barajali Tenda) ist eine Ortschaft im westafrikanischen Staat Gambia.
Nach einer Berechnung für das Jahr 2013 leben dort etwa 156 Einwohner. Das Ergebnis der letzten veröffentlichten Volkszählung von 1993 betrug 116.

## Geographie
Barajally Tenda liegt am nördlichen Ufer des Gambia-Fluss in der Central River Region Distrikt Niani. Der Ort, rund 240 Kilometer von der Hauptstadt Banjul entfernt, liegt unmittelbar am Ufer des Flusses. Tenda bedeutet in der Mandinka-Sprache Anlegestelle. In rund 1,7 Kilometer Entfernung liegt im Norden Barajally.